# چارلز دی. بی. کینگ
چارلز دی.بی. کینگ (انگلیسی: Charles D. B. King; ۱۲ مارس ۱۸۷۵ – ۴ سپتامبر ۱۹۶۱) یک سیاست‌مدار اهل لیبریا و هفدهمین رئیس‌جمهور این کشور از ۵ ژانویه ۱۹۲۰ تا ۳ دسامبر ۱۹۳۰ بود.
کینگ از ۱۹۰۴ تا ۱۹۱۲ دادستان کل کشور و از ۱۹۱۲ تا انتخابات ریاست‌جمهوری در سال ۱۹۱۹ وزیر امور خارجه بود.وی در سال ۱۹۱۹ و در مقام وزیر امور خارجه در کنفرانس صلح پاریس شرکت کرد.
وی در سال ۱۹۲۷ مجدداً به مقام ریاست‌جمهوری برگزیده شد.او در این انتخابات ۲۳۴٬۰۰۰ رای آورد و این در حالی بود که در آن زمان تنها ۱۵٬۰۰۰ نفر واجد شرایط رای دادن بودند.بنابراین برد او در انتخابات در کتاب رکوردهای جهانی گینس به عنوان کلاه‌بردارانه‌ترین برد انتخاباتی در طول تاریخ ثبت شده است.
پس از باخت رقیبان در انتخابات سال ۱۹۲۷، آن‌ها تلاش کردند تا به مدارکی علیه وی دست پیدا کنند. تحقیقات آن‌ها نشان داد که بسیاری از اعضای دولت، در استخدام و فروش کارگران برده نقش دارند. آن‌ها کمیسیونی برای بررسی این موضوع تشکیل دادند. موضوع تا سال ۱۹۳۰ آنچنان بالا گرفت که کینگ، معاون او و بسیاری دیگر استعفا دادند.
وی در نهایت در ۴ سپتامبر ۱۹۶۱ و در ۸۶ سالگی در زادگاه خود مونروویا درگذشت.